# Theodor Blank
Theodor Anton Blank (ur. 19 września 1905 w Elz, zm. 14 maja 1972 w Bonn) – niemiecki działacz związkowy i polityk, członek Unii Chrześcijańsko-Demokratycznej (CDU), pierwszy powojenny minister obrony Niemiec (1955–1956) i federalny minister pracy i spraw socjalnych (1957–1965), deputowany do Bundestagu (1949–1972).
W latach 1950–1955 kierował pracami tzw. Urzędu Blanka (niem. Amt Blank), będącego zalążkiem późniejszego federalnego resortu obrony.

## Życiorys
Theodor Blank urodził jako trzecie z dziesięciorga dzieci w katolickiej rodzinie w Elz w Westerwaldzie. Dzieciństwo spędził w Bochum. Po ukończeniu szkoły powszechnej w 1919 roku rozpoczął przyuczenie do zawodu stolarza i ślusarza. Zaangażował się w działalność Chrześcijańskich Związków Zawodowych. Do 1929 roku pracował w firmie Dr. C. Otto & Comp. w Dahlhausen.
Po dojściu nazistów do władzy i przejęciu przez nich związków zawodowych, zrezygnował z działalności związkowej. Wsparcie znalazł w Braniewie w Prusach Wschodnich, gdzie zakwaterowano go w konwikcie biskupim i gdzie uzupełniał wykształcenie w zakresie szkoły średniej w miejscowym gimnazjum. Od  1935 roku uczęszczał do gimnazjum im. Carla-Humanna w Essen, w którym rok później uzyskał maturę. Następnie rozpoczął studia z zakresu matematyki i fizyki na uczelni w Münster, które musiał przerwać z powodów finansowych. 
Od 1937 roku pracował w fabryce samolotów i silników Junkers w Dessau. W 1938 roku powrócił do Dortmundu i rozpoczął pracę jako projektant wentylatorów górniczych w firmie górniczej. Wiosną 1939 roku rozpoczął studia inżynierskie na Uniwersytecie Technicznym w Hanowerze, które przerwał z powodu powołania do Wehrmachtu. Na froncie dosłużył się stopnia porucznika (niem. Oberleutnant). W 1945 roku został internowany w amerykańskiej strefie okupacyjnej, po kilku miesiącach został zwolniony z niewoli i wrócił do Dortmundu.
Blank wznowił następnie działalność związkową, zostając członkiem zarządu IG Bergbau und Energie. Był jednym ze współzałożycieli Niemieckiego Zrzeszenia Związków Zawodowych.

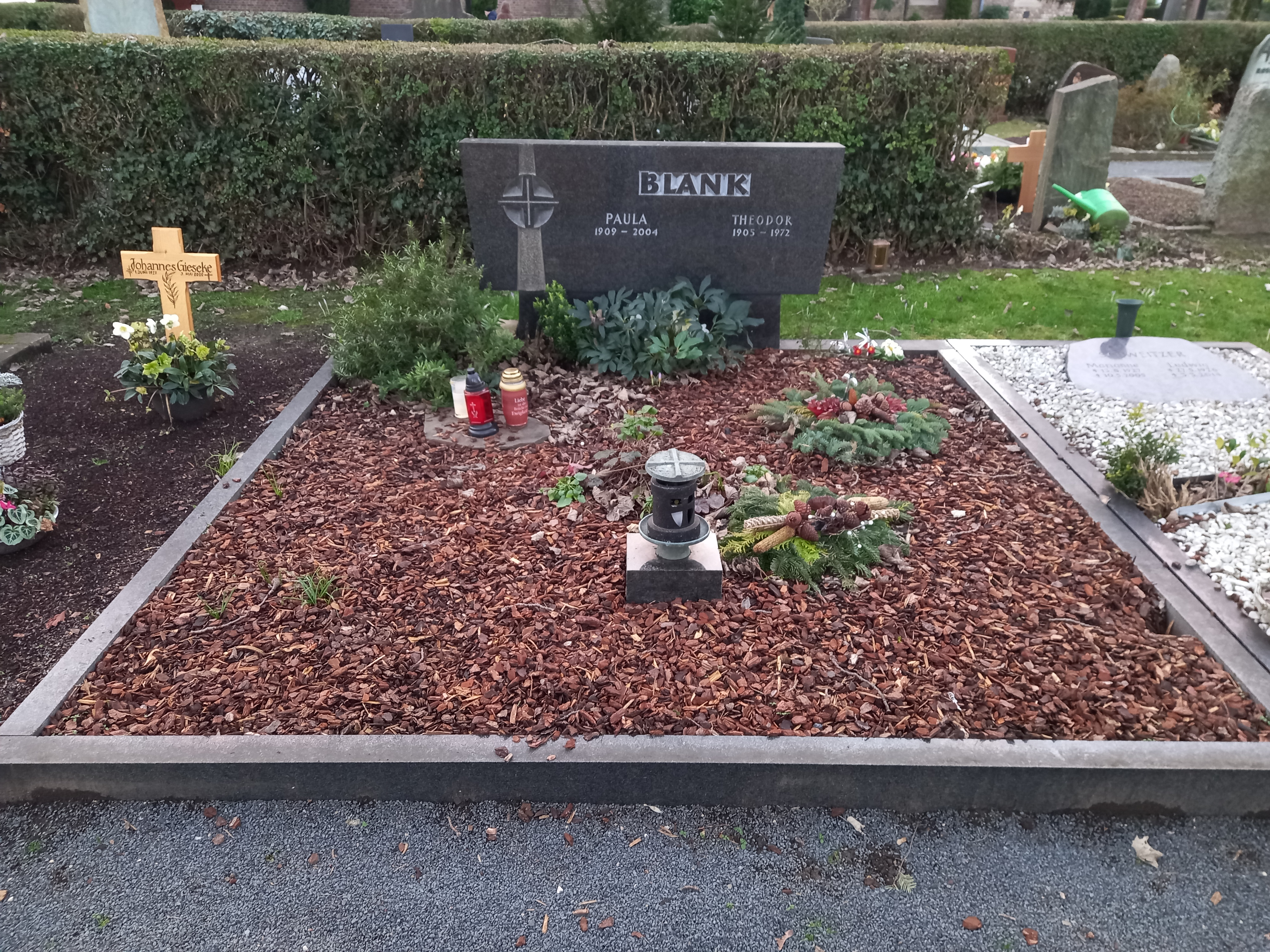
Grób Theodora Blanka i jego żony na cmentarzu w Bonn

W 1945 roku był jednym z założycieli struktur Unii Chrześcijańsko-Demokratycznej Niemiec (CDU) w Westfalii. W tym samym roku powołany do rady miejskiej Dortmundu. W październiku 1946 został członkiem Landtagu Nadrenii Północnej-Westfalii. W latach 1947–1949 był także członkiem Rady Gospodarczej Bizonii. W wyborach parlamentarnych w 1949 roku zdobył z list CDU mandat deputowanego do Bundestagu.
W 1950 roku kwestia bezpieczeństwa nowopowstającego państwa stała się przedmiotem politycznych rozważań kanclerza Adenauera. 26 października 1950 roku Theodor Blank został mianowany pełnomocnikiem kanclerza federalnego do spraw związanych ze zwiększoną liczebnością wojsk alianckich (niem. Beauftragter des Bundeskanzlers für die mit der Vermehrung der alliierten Truppen zusammenhängenden Fragen) i utworzył tzw. Amt Blank (także Dienststelle Blank), który zajmował się kwestią uzbrojenia Niemiec oraz budową armii. 7 czerwca 1955 roku Theodor Blank został mianowany pierwszym federalnym ministrem obrony. Po rezygnacji w 1956 roku ministrem obrony został jego rywal Franz Josef Strauss. Po wyborach do Bundestagu w 1957 roku został mianowany federalnym ministrem pracy i spraw socjalnych. Funkcję tę piastował do 1965 roku. 
Po odejściu z rządu w 1965 roku został wybrany na wiceprzewodniczącego frakcji parlamentarnej CDU/CSU w Bundestagu, pełniąc tę funkcję do 1969 roku. W wyborach parlamentarnych w 1969 roku uzyskał ponownie mandat deputowanego do parlamentu. Zrezygnował z zasiadania w ławach poselskich z przyczyn zdrowotnych w kwietniu 1972 roku. Zmarł miesiąc później w Bonn i spoczął na cmentarzu miejskim w dzielnicy Plittersdorf. Blank został odznaczony Wielkim Krzyżem Orderu Zasługi Republiki Federalnej Niemiec i Wielkim Krzyżem Orderu Zasługi Republiki Włoskiej.
Jego żoną była Paula Baumgart (1909–2004). Para miała jednego syna – Theodora Juniora.